# 해군함대지휘부
해군함대지휘부(중국어 정체자: 海軍艦隊指揮部, 영어: ROC Naval Fleet Command), 줄여서 海軍艦指部, 해군함지부, 艦指部, 해지부는 중화민국 해군사령부 산하의 함대 최고지휘부이다. 해지부의 본부는 가오슝시 쭤잉구의 쭤잉 해군기지에 있다.

## 역사
1945년 겨울, 국민정부 군정부가 해군함대지휘부를 상하이에 설립하였다.
1946년 6월 1일, 국민정부에서 군사위원회와 군정부를 폐지하고 국방부를 설립하였다. 해군함대지휘부는 해방함대사령부로 개편되었다.
1953년 7월 1일, 해군함정훈련사령부을 증편하고 해군함대지휘부로 이름지었다.
1955년 2월 1일, 산하 부대가 구축함대, 순방함대, 소해뢰함대, 순라함대, 후근함대, 해군함대훈련살여부, 양서부대사령부로 재조직되었다.
1968년 9월 1일, 해군함대사령부로 개명되고 및 그리고 산하 조직은 양서부대지휘부, 구축부대지휘부, 함대훈련지휘부, 후근부대지휘부, 수뢰부대지휘부 등으로 재편성되었다.
1991년 7월 1일, 양서부대지휘부가 폐지, 반잠작전 및 준칙발전지휘부, 등륙함대는 양서함대, 艦隊直升機隊, 함대 직승기대를 海軍艦隊直升機大隊, 해군함대 직승기대대로 개편되었다.
1995년 9월 1일, 第二巡防艦隊, 제2순방함대가 재설립되었다.
1997년 10월 1일, 청궁급 순방함, 치양급 순방함, 캉딩급 순방함 등의 새로이 건조된 순방함으로 함대의 전력을 보충하였다.
1998년 8월 1일, 함대훈련지휘부가 해군총사령부 산하 해군 교육훈련 및 준칙발전지휘부로 재편성되었다. 反潛作戰暨準則發展指揮部, 반잠작전 및 준칙발전지휘부 및 觀通系統指揮部, 관통계총지휘부, 하이펑대대가 해군함대사령부로 전속하였다.
1999년 4월 1일, 반잠작전 및 준칙발전지휘부와 해군함대 직승기대대가 합쳐져 해군항공지휘부가 설립되었다.
2004년 4월 1일, 관통계총지휘부가 해양감정지휘부로 개명되었다. 하이펑대대가 국방부 참모본부 산하 비탄사령부로 옮겨갔다.
2005년 10월 1일, 해군 지룽후근지원지휘부가 둥인 기지지휘부와 마쭈 기지지휘부로 분리되었다.
2006년 1월 1일, 하이펑대대가 비탄사령부에서 해군함대사령부로 전속하였다.
2006년 3월 1일, 정진안에 따라 해군함대지휘부로 지위가 한단계 낮아졌다.
2006년 5월 23일, 168함대 소속 紀德급 구축함 4척(基隆 지룽, 蘇澳 쑤아오, 左營 쭤잉, 馬公 마궁)으로  261전대가 창설되었다.

## 조직 구조

### 지도부
- 지휘관 1명 중장
- 부지휘관 1명 소장
- 참모장 1명 소장
- 부참모장 3명(작전 후근 항공) 상교
- 정치작전주임 1명 소장
- 정치작전부주임 1명 상교
- 사관독도장 1명 1등사관장

### 부서
- 인사종합처 처장 1명 상교
- 정보처 처장 1명 상교
- 작전처 처장 1명 상교
- 戰系, 전계처 처장 1명 상교
- 후근처 처장 1명 상교
- 주계처 처장 1명 상교
- 감찰(督察, 독찰)실 주임 1명 상교
- 함대작전센터(艦戰, 함전) 주임 1명 상교
- 데이터 링크 훈련 측정 및 보수관리센터(數據鏈路訓測暨修管中心, 속거연로훈측및수관중심) 주임 1명 상교
- 방첩 보안조(保防安全組, 보방안전조) 조장 1명 상교
- 정치작전종합조(政戰綜合組, 정전종합조) 조장 1명 상교
- 공보심리전조(문선심전조, 文宣心戰組) 조장 1명 상교
- 공공사무조 조장 1명 상교
- 법률사무조 조장 1명 상교
- 근무중대 중대장 1명 사관장

### 산하 부대

#### 함정부대
- 함대
  - 제124함대: 캉딩급 순방함(프리깃)
  - 제131함대: 징장급 순시함(순찰함)
  - 제146함대: 청궁급 순방함(프리깃)
  - 제151함대: 수륙양용함대 - 가오슝시 쭤잉구 쭤잉항
  - 제168함대: 구축 및 순방함대  - 이란현 쑤아오진 쑤아오항 중정 해군기지
  - 제192함대: 해양측량함
- 전대
  - 제256전대: 茄比(구피)급 잠함 - 가오슝시 쭤잉구 쭤잉항

#### 지휘부
- 해양감정지휘부
- 진먼 기지지휘부
- 마쭈 기지지휘부
- 둥인 기지지휘부

#### 대대
- 반잠항공대대
- 하이펑대대
- 해상전술정수대대
- 우추 연락조

#### 1955년 2월 1일
- 驅逐艦隊, 구축함대
- 巡防艦隊, 순방함대
- 掃佈雷艦隊, 소포뢰대→소해함대
- 巡邏艦隊, 순라함대→순찰함대
- 後勤艦隊, 후근함대
- 海軍艦隊訓練司令部, 해군함대훈련사령부
- 兩棲部隊司令部, 양서부대사령부

#### 1968년 9월 1일
- 兩棲部隊指揮部, 양서부대지휘부
- 驅逐部隊指揮部, 구축부대지휘부
- 艦隊訓練指揮部, 함대훈련지휘부
- 後勤部隊指揮部, 후근부대지휘부
- 水雷部隊指揮部, 수뢰부대지휘부

## 기록

### 소속
1. 해군총사령부; 1945년

### 계보
- 1945년 海軍艦隊指揮部, 해군함대지휘부
- 1946년 6월 1일, 海防艦隊司令部, 해방함대사령부
- 1968년 9월 1일, 海軍艦隊司令部, 해군함대사령부
- 2006년 3월 1일, 海軍艦隊指揮部, 해군함대지휘부

### 참전
- 제2차 국공 내전

## 같이 보기
- 대한민국 해군작전사령부
- 일본 해상자위대 자위함대